# Anarrhinum duriminium
Anarrhinum duriminium là một loài thực vật có hoa trong họ Mã đề. Loài này được (Brot.) Pers. mô tả khoa học đầu tiên năm 1806.